# Estadio Deportivo Cali
Het Estadio Deportivo Cali is een multifunctioneel stadion in Palmira, een plaats in Colombia. Het stadion wordt ook Coloso de Palmaseca genoemd.
Het ontwerp kwam van Galo Gómez Chacon. De start van de bouw was in 2003 en duurde tot de opening in 2010.  Het aantal beschikbare plekken was bij de opening meer dan 60.000. Het aantal werd echter door renovaties uiteindelijk verminderd tot 25.000 toeschouwers.
Het stadion wordt vooral gebruikt voor voetbalwedstrijden, de voetbalclub Deportivo Cali maakt gebruik van dit stadion. In 2023 werd het gebruikt voor wedstrijden op het Zuid-Amerikaans kampioenschap voetbal onder 20.